# Walton (Wakefield)
Walton – wieś w Anglii, w hrabstwie ceremonialnym West Yorkshire, w dystrykcie metropolitalnym Wakefield. Leży 18 km na południe od miasta Leeds i 255 km na północ od Londynu. Miejscowość liczy 3377 mieszkańców.